# Stallion Bus and Transit Corp.
Stallion Bus and Transit Corp. er en amerikanske producent- og distributør af busser. De distribuerer busser fra den kinesiske busproducent Higer Bus. Deres egne producerede busser er baseret på chasséer fra Freightliner og Mercedes-Benz Sprinter. Virksomheden blev etableret i 2006 og har hovedkvarter i New York City.